# Hitrostno drsanje na kratke proge na Zimskih olimpijskih igrah 1994

## Moški

### 500 m
| Medalja | Tekmovalec             | Čas   |
| Zlato   | Chae Ji-Hoon (KOR)     | 43.45 |
| Srebro  | Mirko Vuillermin (ITA) |       |
| Bron    | Nicky Gooch (VBR)      |       |

### 1.000 m
| Medalja | Tekmovalec         | Čas     |
| Zlato   | Kim Ki-Hoon (KOR)  | 1:34.57 |
| Srebro  | Chae Ji-Hoon (KOR) |         |
| Bron    | Marc Gagnon (KAN)  |         |

### 5.000 m (4 x 1.250 m) štafeta
| Medalja | Ekipa                                                                                     | Čas     |
| Zlato   | Italija (Maurizio Carnino, Diego Cattani, Orazio Fagone, Hugo Herrnhof, Mirko Vuillermin) | 7:11.74 |
| Srebro  | ZDA (Randall Bartz, John Coyle, Eric Flaim, Andrew Gabel, Anthony Goskowicz)              |         |
| Bron    | Avstralija (Steven Bradbury, Kieran Hansen, Andrew Murtha, Richard Nizielski)             |         |

## Ženske

### 500 m
| Medalja | Tekmovalka         | Čas   |
| Zlato   | Cathy Turner (ZDA) | 45.98 |
| Srebro  | Zhang Yanmei (KIT) |       |
| Bron    | Amy Peterson (ZDA) |       |

### 1.000 m
| Medalja | Tekmovalka             | Čas     |
| Zlato   | Chun Lee-Kyung (KOR)   | 1:36.87 |
| Srebro  | Nathalie Lambert (KAN) |         |
| Bron    | Kim So-Hee (KOR)       |         |

### 3.000 m (4 x 750 m) štafeta
| Medalja | Ekipa                                                                                          | Čas     |
| Zlato   | Južna Koreja (Chun Lee-Kyung, Kim Ryang-Hee, Kim So-Hee, Kim Yoon-Mi, Won Hye-Kyung)           | 4:26.64 |
| Srebro  | Kanada (Christine Boudrias, Isabelle Charest, Angela Cutrone, Sylvie Daigle, Nathalie Lambert) |         |
| Bron    | ZDA (Karen Cashman, Amy Peterson, Shana Sundstrom, Cathy Turner, Nikki Ziegelmeyer)            |         |